# Mesztegnyő
Mesztegnyő ist eine ungarische Gemeinde im Kreis Marcali im Komitat Somogy. Zur Gemeinde gehört der Ortsteil Sósgátpuszta.

## Geografische Lage
Mesztegnyő liegt 32,5 Kilometer nordwestlich des Komitatssitzes Kaposvár und 9 Kilometer südlich der Kreisstadt Marcali. Nachbargemeinden sind Kelevíz, Hosszúvíz und Szenyér.

## Geschichte
Im Jahr 1913 gab es in der damaligen Kleingemeinde 236 Häuser und 1848 Einwohner auf einer Fläche von 7662 Katastraljochen. Sie gehörte zu dieser Zeit zum Bezirk Marczal im Komitat Somogy.

## Gemeindepartnerschaften
- Horgoš (Хоргош), Serbien
- Újszentiván, Ungarn

## Sehenswürdigkeiten
- Imre-Nagy-Denkmal,  erschaffen von János Kiss
- János-Ladi-Büste, erschaffen 1972 von Róza Pató
- Jesus-Statue (Szenvedő Jézus), erschaffen 1856
- József-Mindszenty-Büste, erschaffen von János Kiss
- Kruzifix (Nyakas–Tikos-kereszt), erschaffen 1874
- Linha-Kreuz (Linha-kereszt)
- 1848–1849er-Denkmal (Az 1848–1849-es szabadságharc emlékére), erschaffen von Lajos Csináth
- Römisch-katholische Kirche Nepomuki Szent János, erbaut Mitte des 18. Jahrhunderts im barocken Stil
- Strudel-Festival (Rétesfesztivál), seit 1999

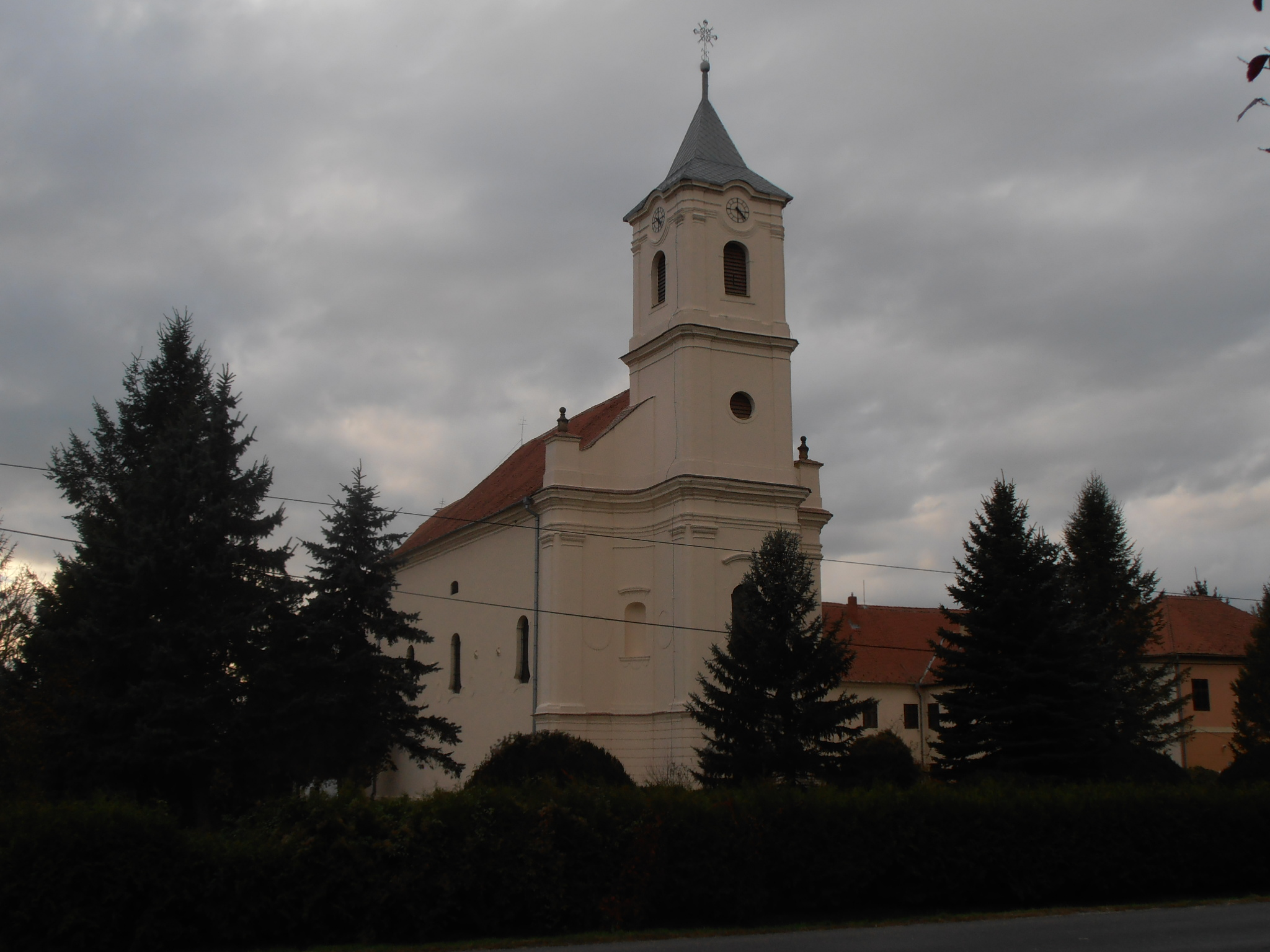
Röm.-kath. Kirche Nepomuki Szent János
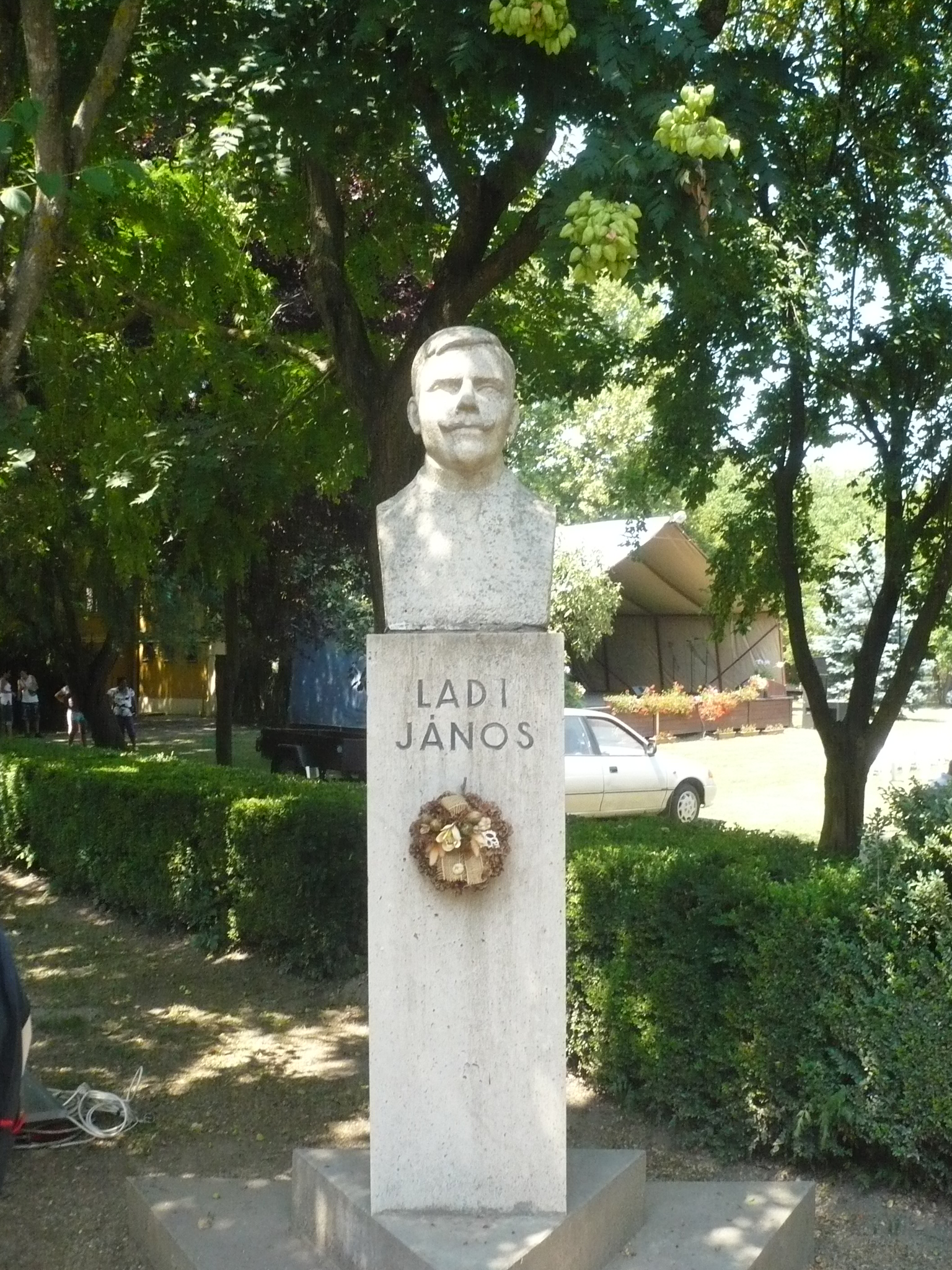
János-Ladi-Büste
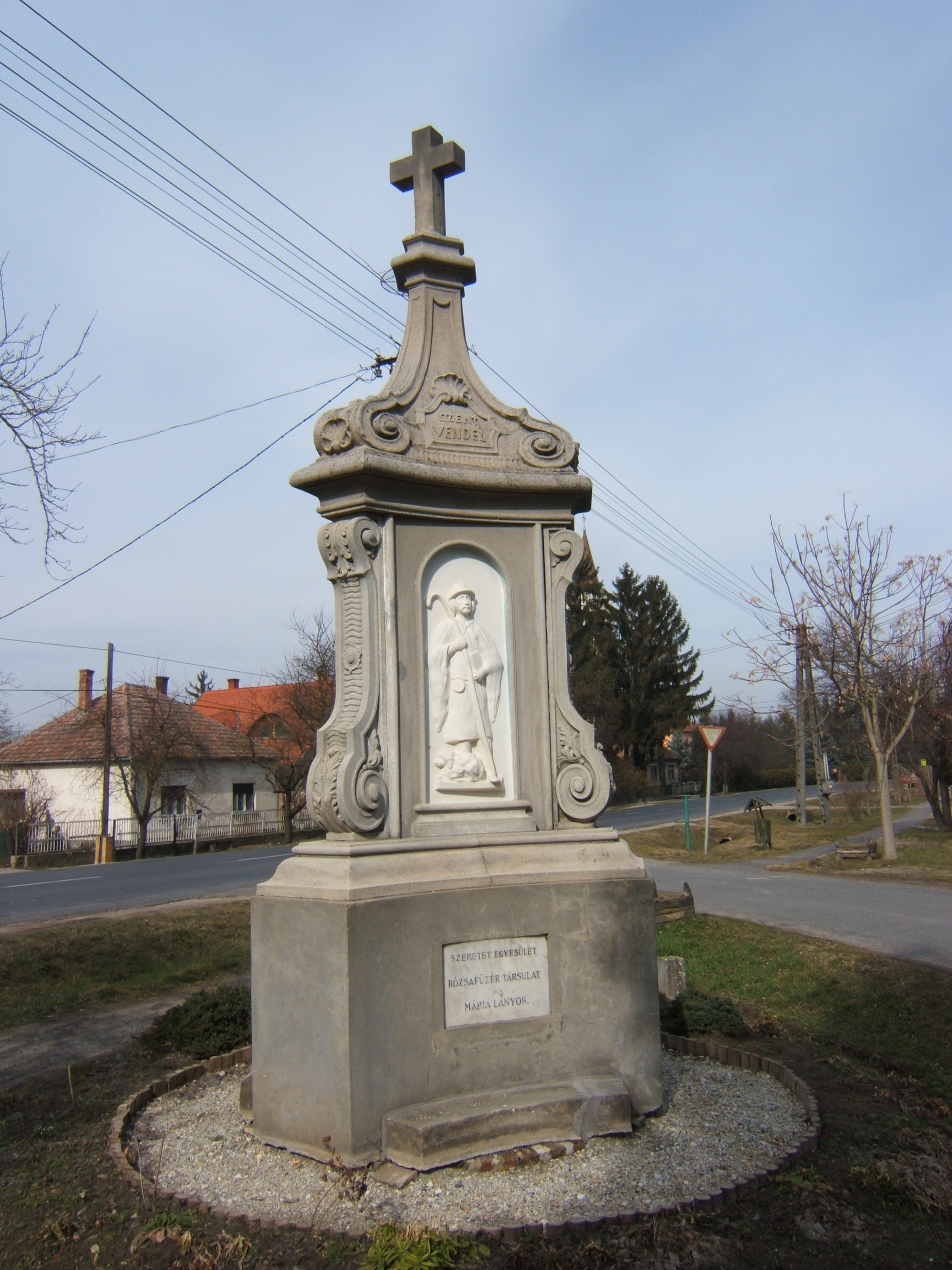
Linha-Kreuz
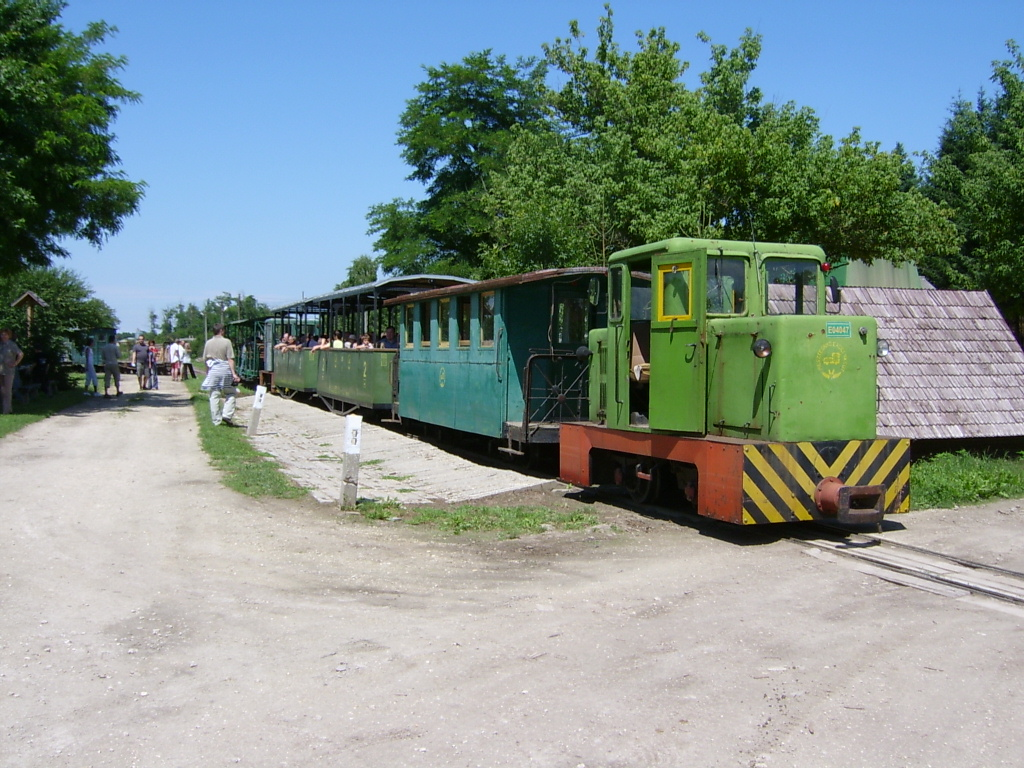
Waldbahn
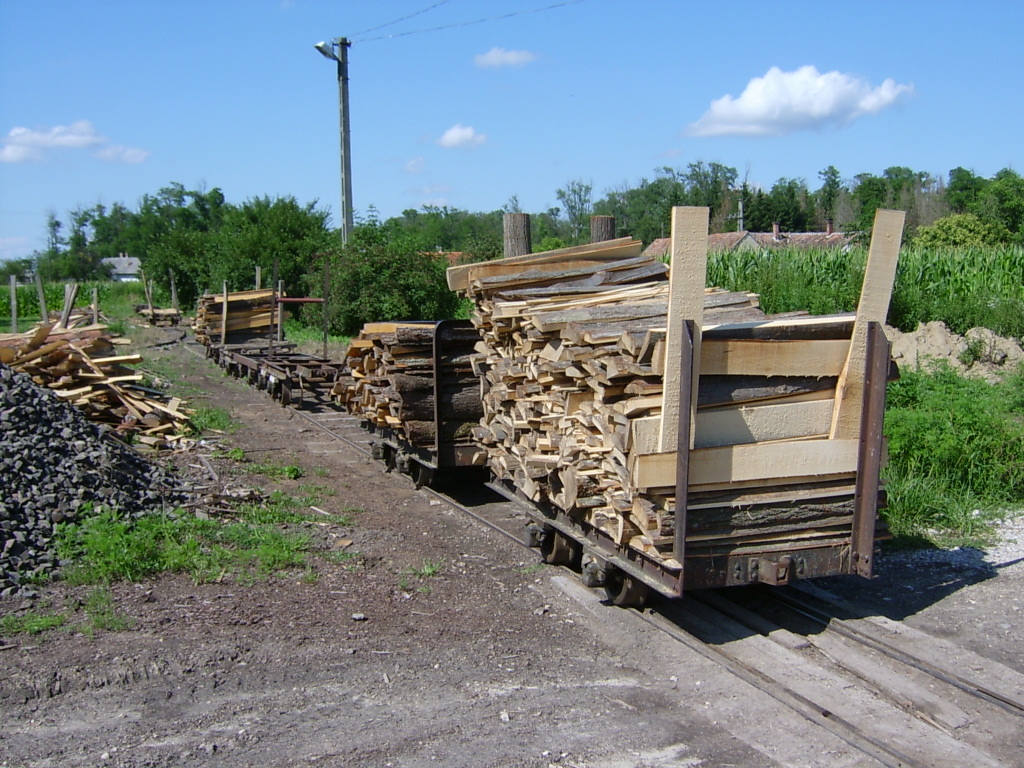
Wagen mit Holz
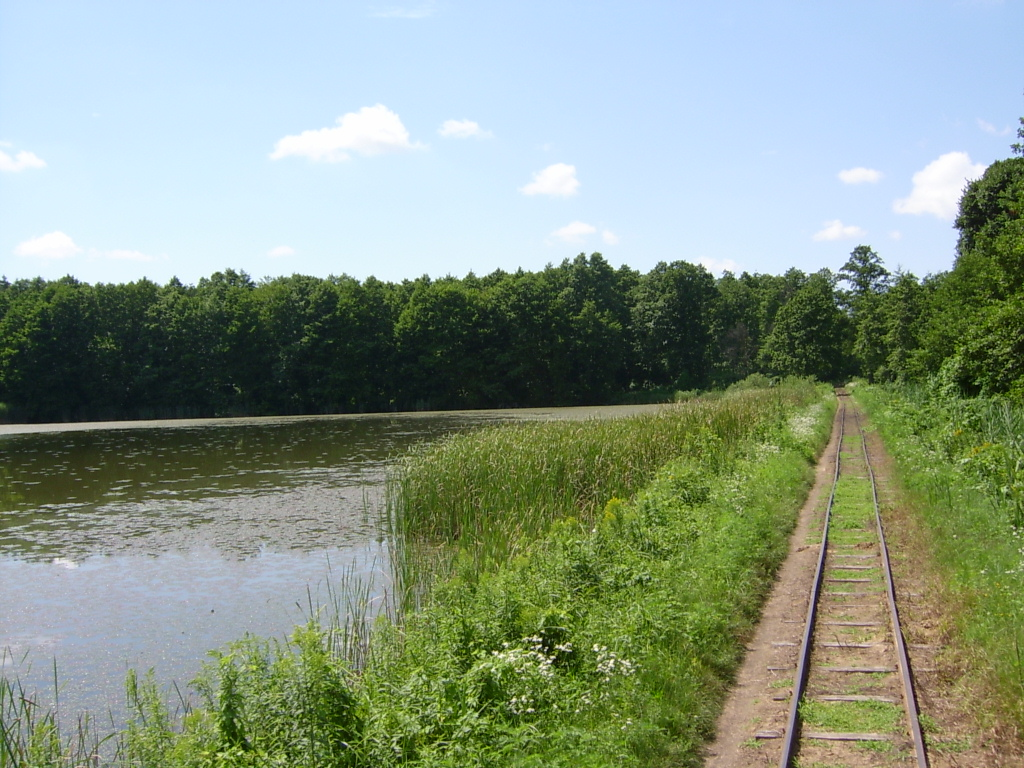
Gleise der Waldbahn am Fischteich

## Verkehr
Durch Mesztegnyő verläuft die Hauptstraße Nr. 68. Der Personenverkehr auf der östlich des Ortes verlaufenden Eisenbahnstrecke von Somogyszob nach Balatonszentgyörgy wurde Ende 2009 eingestellt, so dass Reisende den 22 Kilometer  nördlich gelegenen Bahnhof in Balatonmáriafürdő nutzen müssen. Es bestehen Busverbindungen über Marcali und Balatonmáriafürdő nach Keszthely, über Segesd nach  Nagyatád sowie über Böhönye und Nagybajom nach
Kaposvár.

### Waldbahn
In Mesztegnyő gibt es eine Waldbahn (Mesztegnyői Állami Erdei Vasút). Die Kleinbahn wurde 1925 errichtet, um Holz aus den Wäldern zum Sägewerk und zur Umladestation am Bahnhof zu transportieren. Ursprünglich war die Bahnstrecke sechs Kilometer lang und Dampflokomotiven zogen die Wagen. Nach der Verstaatlichung nach dem Zweiten Weltkrieg
wurde sie von der Forstwirtschaft als Pferdebahn genutzt. 1958 wurden die
Gleise renoviert und verstärkt und die Strecke bis nach Felsőkak verlängert. Diesellokomotiven wurden eingesetzt und der Personenverkehr begann. In den späten
1970er Jahren wurden aufgrund der Entvölkerung der umliegenden Dörfer und der rückläufigen Holzproduktion die meisten Seitenlinien abgeschafft. Die 8,4 Kilometer lange Hauptstrecke zwischen Mesztegnyő und Felsőkak ist erhalten geblieben und wird heute auch touristisch genutzt.